# Karl Ullrich
Karl Ullrich (Sarreguemines, 1º dicembre 1910 – Bad Reichenhall, 8 maggio 1996) è stato un generale tedesco, ultimo comandante della 5. SS-Panzer-Division "Wiking" delle Waffen-SS naziste durante la seconda guerra mondiale. Dopo la guerra ha scritto un resoconto della Divisione Wiking.

## Carriera
Nato nel 1910, Ullrich entrò nelle SS-Verfügungstruppe nel 1934. Fu trasferito alla Divisione Totenkopf sul Fronte orientale nel 1941. Gli fu dato il comando della 5. SS-Panzer-Division "Wiking" per le ultime battaglie della seconda guerra mondiale in Ungheria. Poco prima della fine della guerra fu promosso al grado di SS-Oberführer e si arrese all'Armata Rossa nel maggio 1945.
Dopo la guerra, scrisse il libro "come una scogliera nell'oceano": "Storia della 3. SS-Panzerdivision "Totenkopf" in cui affermò che un solo singolo membro della divisione commise un crimine di guerra.